# Emil Drozdowicz
Emil Drozdowicz (ur. 5 lipca 1986 w Sulęcinie) – polski piłkarz występujący na pozycji napastnika w polskim klubie Stilon Gorzów Wielkopolski. 
Wychowanek Lechii Zielona Góra, w swojej karierze grał także w takich zespołach jak GKP Gorzów Wielkopolski, Arka Gdynia, Polonia Bytom, Termalica Bruk-Bet Nieciecza, Wisła Płock, Chojniczanka Chojnice oraz Wisła Puławy.